# Conrad Roland

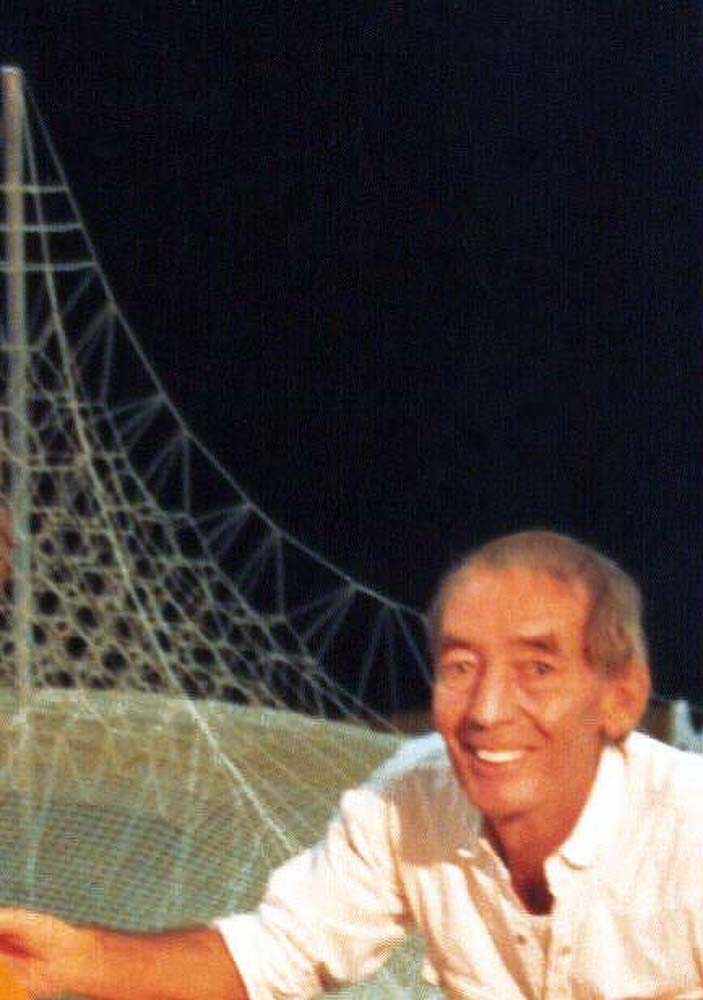
Conrad Roland (2008)

Conrad Roland (* 1934 in München als Konrad Otto Roland Lehmann; † 25. September 2020 in Holualoa auf Hawaii, USA) war ein deutscher Architekt und Wegbereiter der Konstruktion von Raumnetzen, die bisher vor allem als Seilklettergeräte auf Spielplätzen zu finden sind. Für die Bundesgartenschau 1987 in Düsseldorf konstruierte er das bis heute größte Raumnetz der Welt, den Super-Viermast-Seilzirkus.

## Leben und Wirken
Conrad Roland absolvierte nach dem Abitur eine Tischlerlehre. Von 1954 bis 1963 studierte er Architektur an der Technischen Hochschule München und am Illinois Institute of Technology in Chicago in der Meisterklasse von Ludwig Mies van der Rohe. Von 1959 bis 1961 arbeitete er als Mitarbeiter im Büro von Mies van der Rohe in Chicago. 1962/1963 absolvierte er ein Zusatzstudium an der Technischen Universität Berlin, u. a. in einem Seminar von Frei Otto.

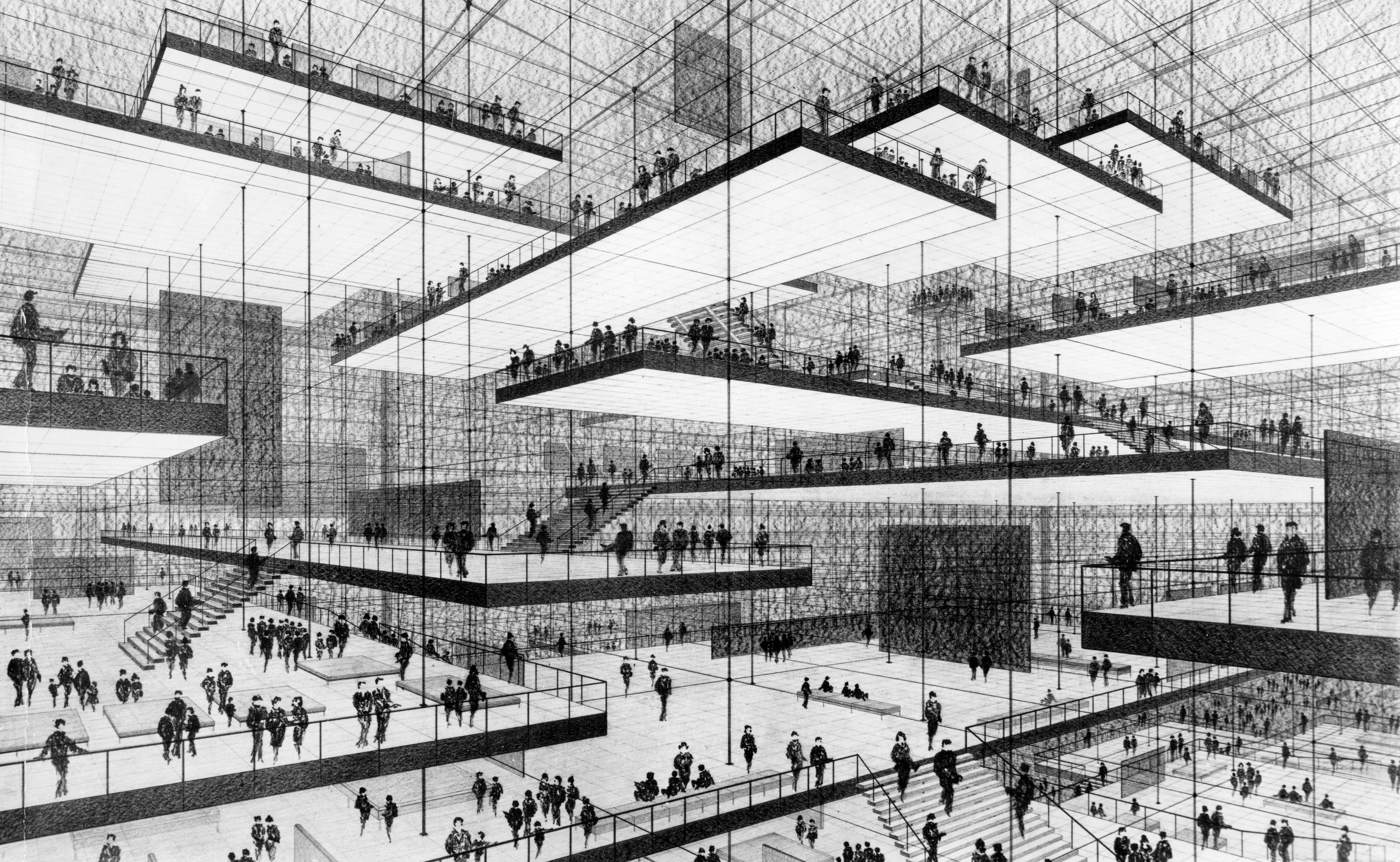
Ausstellungshalle mit „schwebenden“ Ebenen in einem Raumnetz aus Stahlseilen, Entwurf und Zeichnung Conrad Roland 1964, Sammlung Deutsches Architekturmuseum

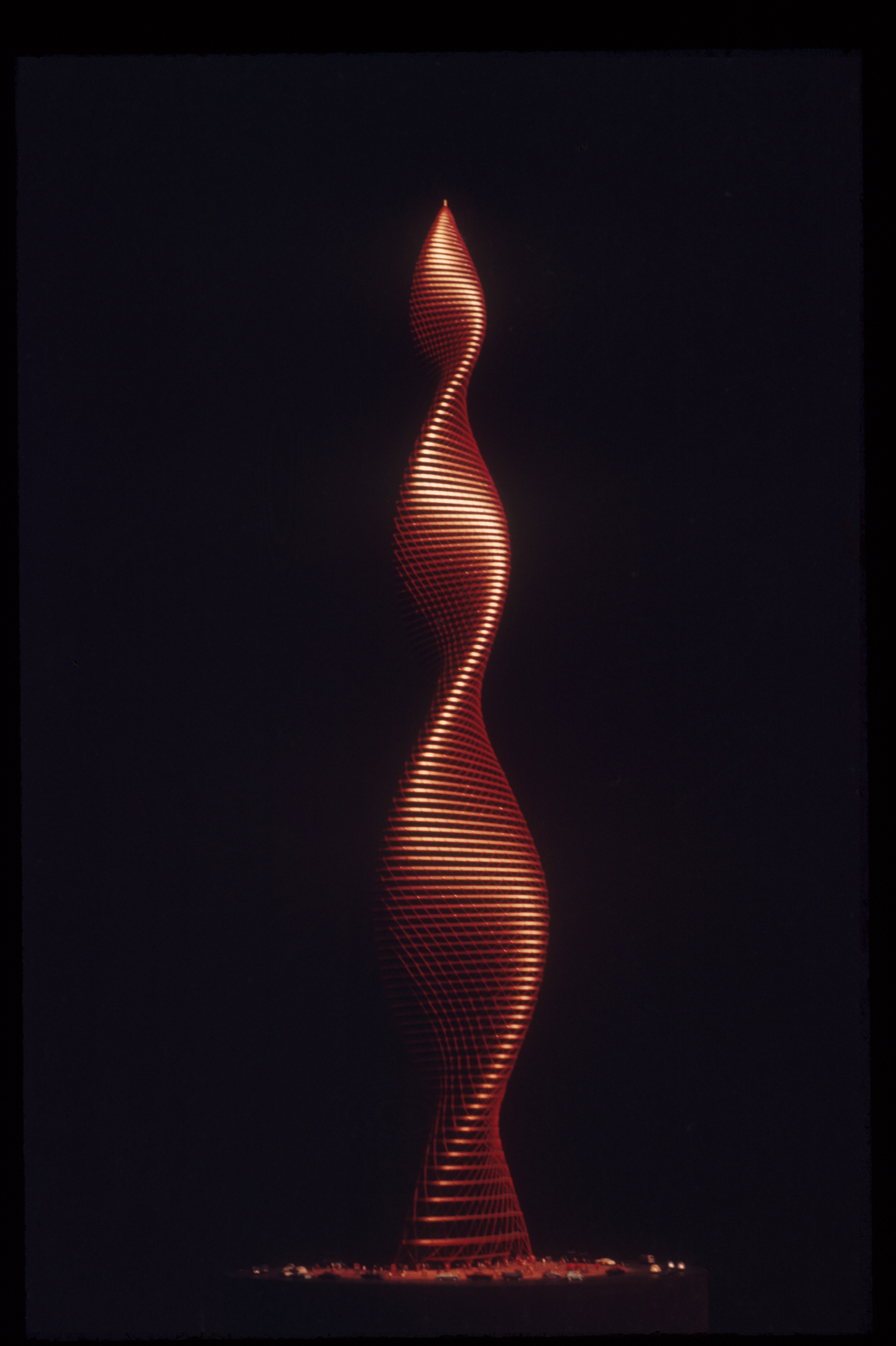
Spiral-Hochhaus, Entwurf und Architekturmodell von Conrad Roland, 1964, Sammlung Deutsches Architekturmuseum

Ab 1963 arbeitete Conrad Roland selbstständig in Berlin; vorwiegend befasste er sich mit Studien, Projekten und Dokumentationen über Hängehäuser und Raumnetze. Ein Stipendium von Phyllis Lambert, Montreal, machte dies möglich. 1964 entstand das Projekt eines 120-geschossigen Hochhauses in Spiral-Form mit einer Höhe von 440 m als ideeller Gegenentwurf zum World Trade Center in New York City. Es war architekturhistorisch der erste Entwurf eines Spiral-Hochhauses. Da die Geschosse an außen liegenden Seilen aufgehängt werden (in Gruppen von je 12 Geschossen), müssen sie nicht senkrecht übereinander gestapelt werden, wie bei einem konventionellen Hochhaus. Die Windlasten werden vom triangulierten äußeren Seilnetz aufgenommen. Das Modell des Spiral-Hochhauses befindet sich seit 2019 in der Sammlung des Deutschen Architekturmuseums.
Pläne für den Bau eines Sportstadions in Abu Dhabi, die er zusammen mit dem Architekten Jörn-Peter Schmidt-Thomsen 1974 entwickelte, und für ein Wohnhaus für Rudolf Augstein in Hamburg 1967 wurden nie verwirklicht.
Das Thema räumlicher Netzarchitektur behandelte er auch in seiner Buchveröffentlichung Frei Otto – Spannweiten (1965). Ein Fellowship der Graham Foundation for Advanced Studies in the Fine Arts, Chicago, unterstützte die Arbeit an dieser ersten Monografie über Frei Otto. 1967 war Roland Gastdozent in Portsmouth, 1967 und 1969 hielt er zahlreiche Vorträge über „Suspended Buildings and Spacenets“ in den USA, Kanada und Mexiko.
Von 1970 an widmete sich Roland verstärkt der Entwicklung von Spiel-Raumnetzen. Für die Entwürfe und Ausführungen zu diesem Konstruktionsprinzip erhielt er mehrere Preise im In- und Ausland, u. a. den „Sonderpreis Bundespreis Gute Form 1971“. 1973 gründete er das Unternehmen Spielbau Conrad Roland und 1975 das Unternehmen Corocord Spielbau GmbH in Berlin, die von 1973 bis 1985 Spiel-Raumnetze planten und bauten. Auch das Nachfolgeunternehmen Corocord Raumnetz GmbH (bis 2019, nunmehr KOMPAN A/S) und das Warenzeichen Corocord tragen die Anfangsbuchstaben seines Namens. Von 1973 bis 2019 wurden von Corocord weltweit über 10.000 Spiel-Raumnetze in 58 Ländern installiert. Zusätzlich zu den Spiel-Raumnetz-Patenten im In- und Ausland trug ein Patent zur Vergütung der Polyesterfaser-umwickelten Drahtseile mittels Induktion wesentlich zur Erhöhung der Lebensdauer dieser Seilspielgeräte bei.

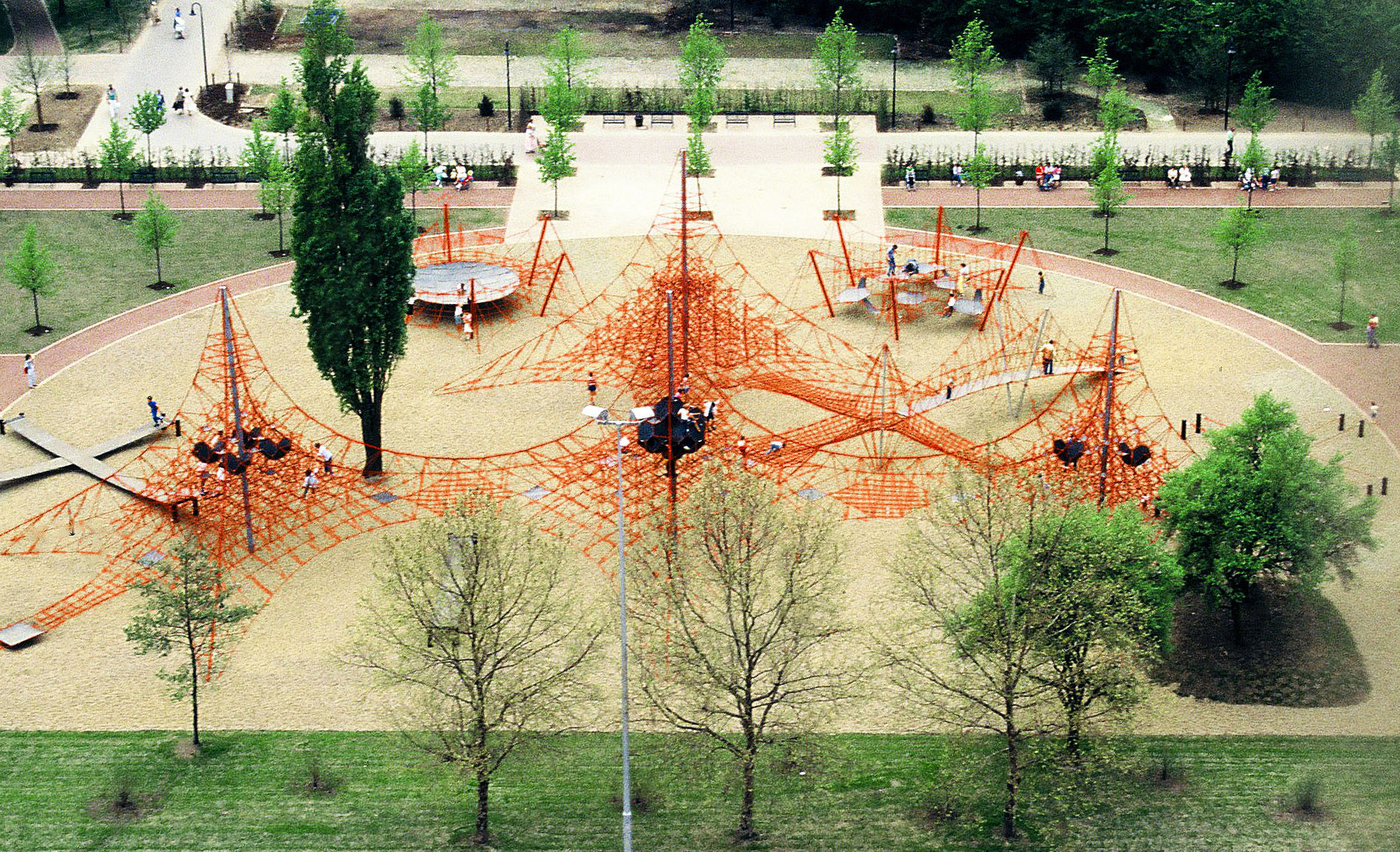
Super-Viermast-Seilzirkus in Düsseldorf

Für die Bundesgartenschau 1975 in Mannheim entstand der Super-Zweimast-Seilzirkus.

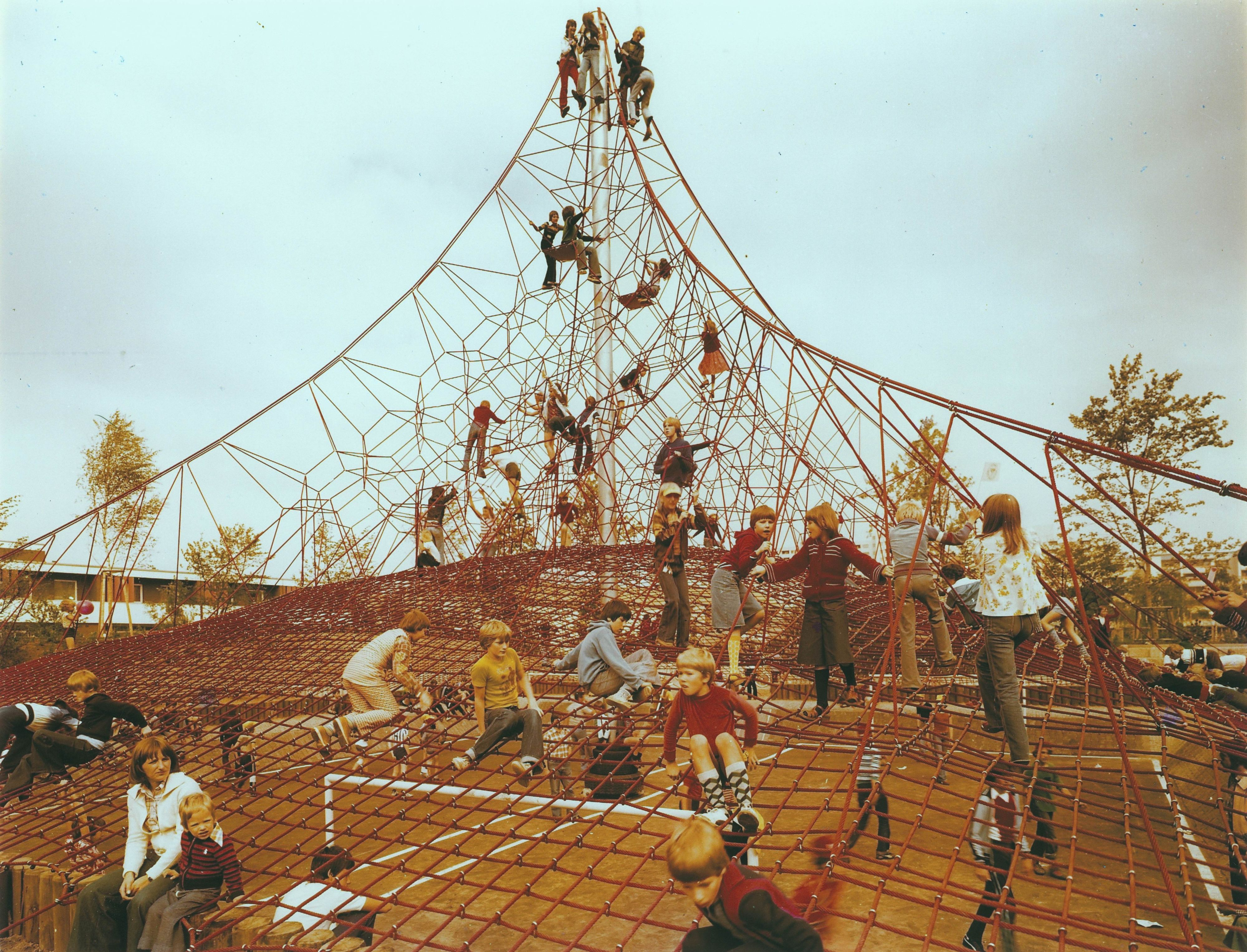
Super-Ballfangnetz, Berlin 1978

In der GSW-Siedlung an der Obstallee in Berlin wurde 1978 mit dem Super-Ballfangnetz das höchste Raumnetz errichtet.
Für die Bundesgartenschau in Düsseldorf 1987 konstruierte Roland das bis heute größte Raumnetz der Welt, den Super-Viermast-Seilzirkus im Südpark Düsseldorf, der nach einer Renovierung im Jahr 2007 heute noch in Betrieb ist.
Überwiegend entwickelte der Architekt Raumnetze als Seilspielgeräte für den Spielplatzbereich. In seinen Veröffentlichungen und z. B. der Patentanmeldung „Räumliches Seilnetz“ von 1974 machte Conrad Roland aber stets die vielfältigen Anwendungsmöglichkeiten für Raumnetze bewusst, zum Beispiel für mehrgeschossige Gewächshäuser, Rankgitter, Sommerhäuser, Strand- und Ausstellungspavillons, vor allem aber als mehrgeschossige Wohn-Raumnetze, wie er bereits in den Modell-Studien aus den 1960er Jahren demonstriert hatte.
Ab 1987 lebte Conrad Roland in Kailua-Kona auf Hawaii. Er starb im September 2020 im Alter von 86 Jahren auf Hawaii, wo er eine Bananen- und Macadamianuss-Plantage gekauft und ein Paradiesgartenprojekt in Holualoa verwirklicht hatte.

## Werke
- Frei Otto – Spannweiten. Ideen und Versuche zum Leichtbau. Ein Werkstattbericht von Conrad Roland. Ullstein, Berlin, Frankfurt/Main und Wien 1965.
- Frei Otto: Tension Structures by Conrad Roland, Translated by CV Amerongen, Praeger Publishers, New York Washington 1970
- Frei Otto: Estructuras, Conrad Roland, Gustavo Gili, Barcelona 1973
- Bauen mit Raumnetzen 1. Spiel-Raumnetz + Spielstadt. Kletter- und Spiel-Geräte aus räumlichen Seilnetz-Konstruktionen. Vom Bau-Spiel der Kinder im Spiel-Raumnetz zum Stadt-Bau-Spiel im Wohn-Raumnetz, Berlin 1971 [Selbstverlag]